# Celso Antônio Marchiori

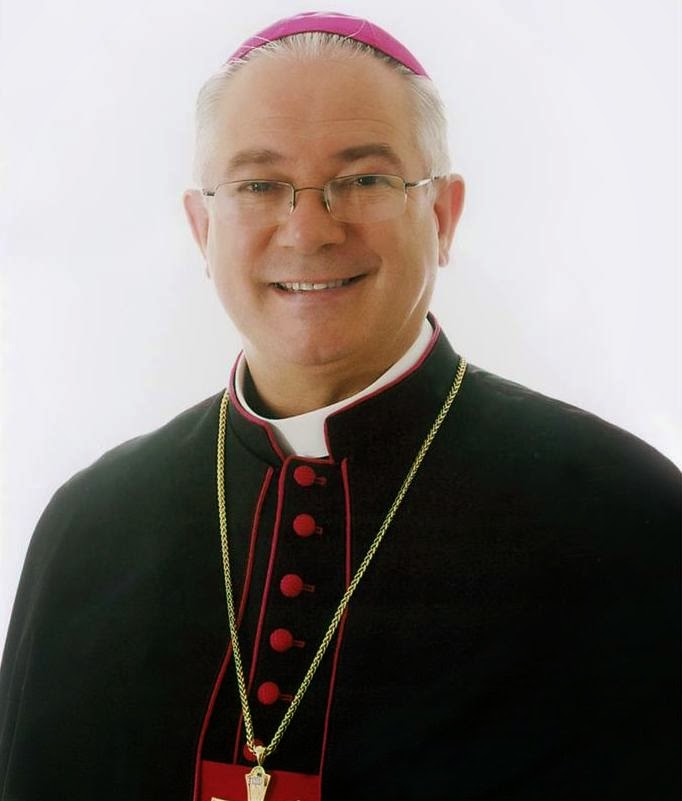
Celso Antônio Marchiori

Wappen von Celso Antônio Marchiori

Celso Antônio Marchiori (* 14. August 1958 in Campo Largo, Bundesstaat Paraná, Brasilien) ist ein brasilianischer Geistlicher und römisch-katholischer Bischof von São José dos Pinhais.

## Leben
Celso Antônio Marchiori empfing am 6. März 1988 die Priesterweihe.
Papst Benedikt XVI. ernannte ihn am 8. Juli 2009 zum Bischof von Apucarana. Der Erzbischof von Curitiba, Moacyr José Vitti CSS, spendete ihm am 28. August desselben Jahres die Bischofsweihe; Mitkonsekratoren waren Pedro Antônio Marchetti Fedalto, Alterzbischof von Curitiba, und Luiz Vicente Bernetti OAD, Altbischof von Apucarana. Als Wahlspruch wählte er IN CRUCE DOMINE. Die Amtseinführung im Bistum Apucarana fand am 2. Oktober desselben Jahres statt.
Papst Franziskus ernannte ihn am 13. Dezember 2017 zum Bischof von São José dos Pinhais.